# Acadèmia Sèrbia de Ciències i Arts

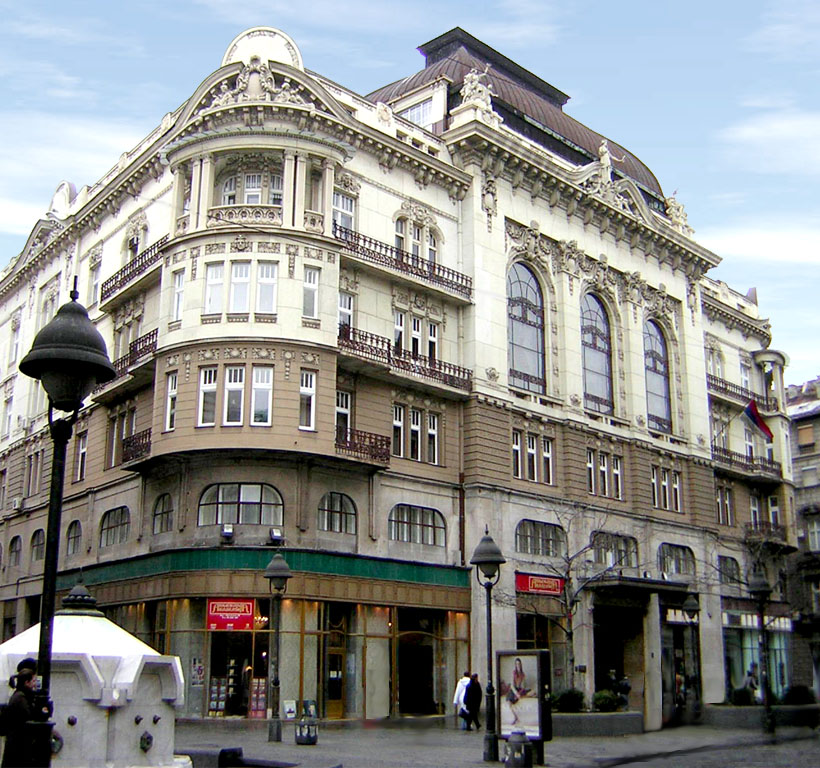
Edifici de l'Acadèmia Sèrbia de Ciències i Arts, construït el 1922.

L'Acadèmia Sèrbia de Ciències i Arts (en serbi: Српска академија наука и уметности / Srpska Akademija Nauka i Umetnosti; САНУ / SANU) és una prominent institució acadèmica de Sèrbia. Des de l'Acadèmia Sèrbia de Ciències i Arts va ser fundada per decret reial (com la «Reial Acadèmia Sèrbia») l'1 de novembre de 1886, ha estat la institució acadèmica important a Sèrbia. D'acorrd amb l'Acta de Fundació de la Reial Acadèmia, el rei Milan I va ser nomenat el primer acadèmic, qui després va poder escollir d'altres membres de l'acadèmia. Els noms dels primers acadèmics van ser anunciats pel rei Milan el 5 d'abril de 1887. En aquest moment, existien quatre seccions a l'acadèmia, que s'anomenaven aleshores «acadèmies especialitzades». La seva direcció ha estat propera al nacionalisme serbi.

## Llista de presidents

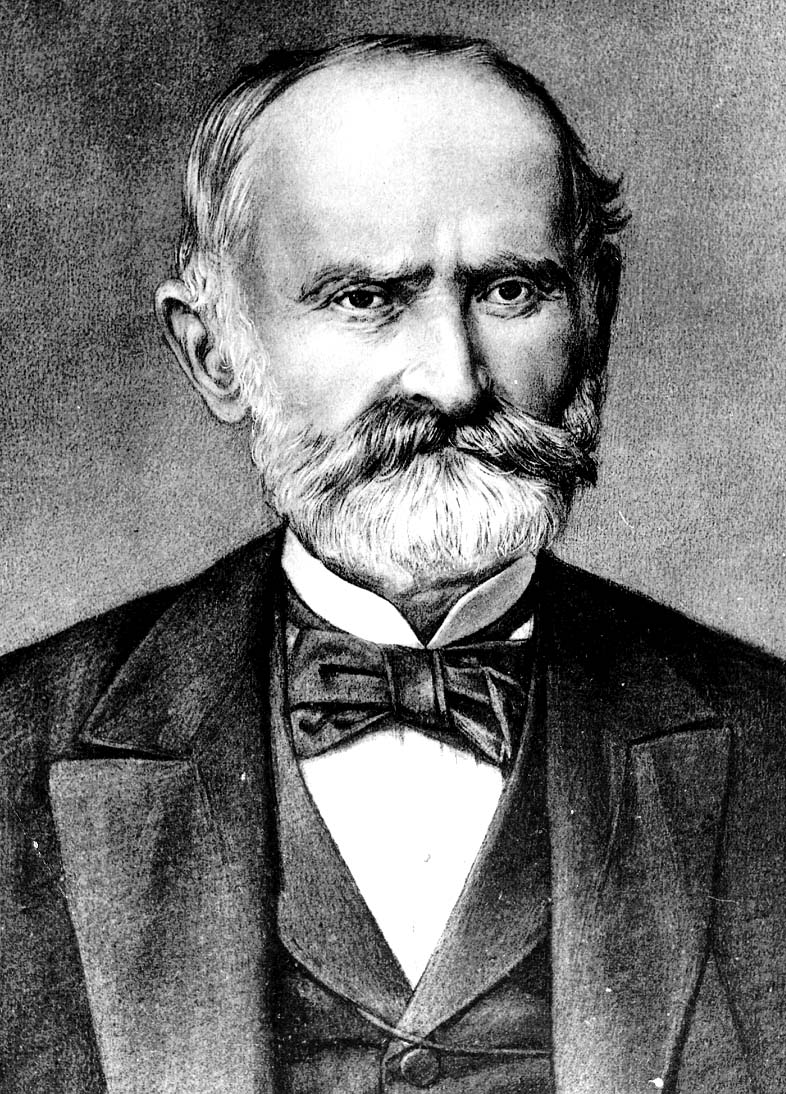
Josif Pančić, primer president de l'Acadèmia Sèrbia de Ciències i Arts (1887–1888)

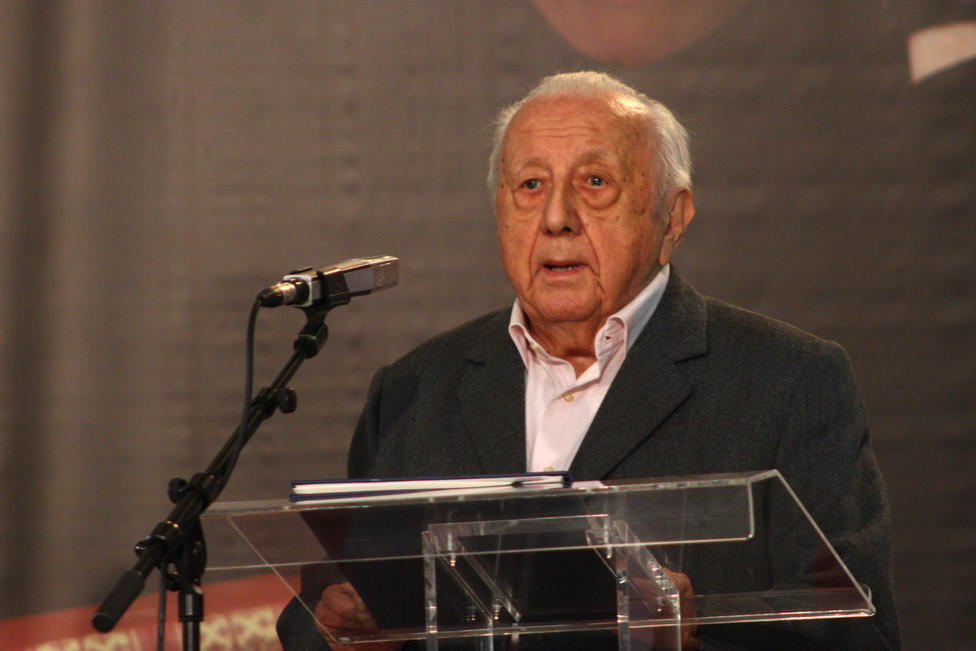
Nikola Hajdin, actual president de l'Acadèmia Sèrbia de Ciències i Arts (2003–Present)

| Nom                | Període   |
| ------------------ | --------- |
| Josif Pančić       | 1887–1888 |
| Čedomilj Mijatović | 1888–1889 |
| Dimitrije Nešić    | 1892–1895 |
| Milan Đ. Milićević | 1896–1899 |
| Jovan Ristić       | 1899      |
| Sima Lozanić       | 1899–1900 |
| Jovan Mišković     | 1900–1903 |
| Sima Lozanić       | 1903–1906 |
| Stojan Novaković   | 1906–1915 |
| Jovan Žujović      | 1915–1921 |
| Jovan Cvijić       | 1921–1927 |
| Slobodan Jovanović | 1928–1931 |
| Bogdan Gavrilović  | 1931–1937 |
| Aleksandar Belić   | 1937–1960 |
| Ilija Đuričić      | 1960–1965 |
| Velibor Gligorić   | 1965–1971 |
| Pavle Savić        | 1971–1981 |
| Dušan Kanazir      | 1981–1994 |
| Aleksandar Despić  | 1994–1998 |
| Dejan Medaković    | 1998–2003 |
| Nikola Hajdin      | 2003–2015 |
| Vladimir S. Kostić | 2015-     |